# Andrea Roth (Politikerin)

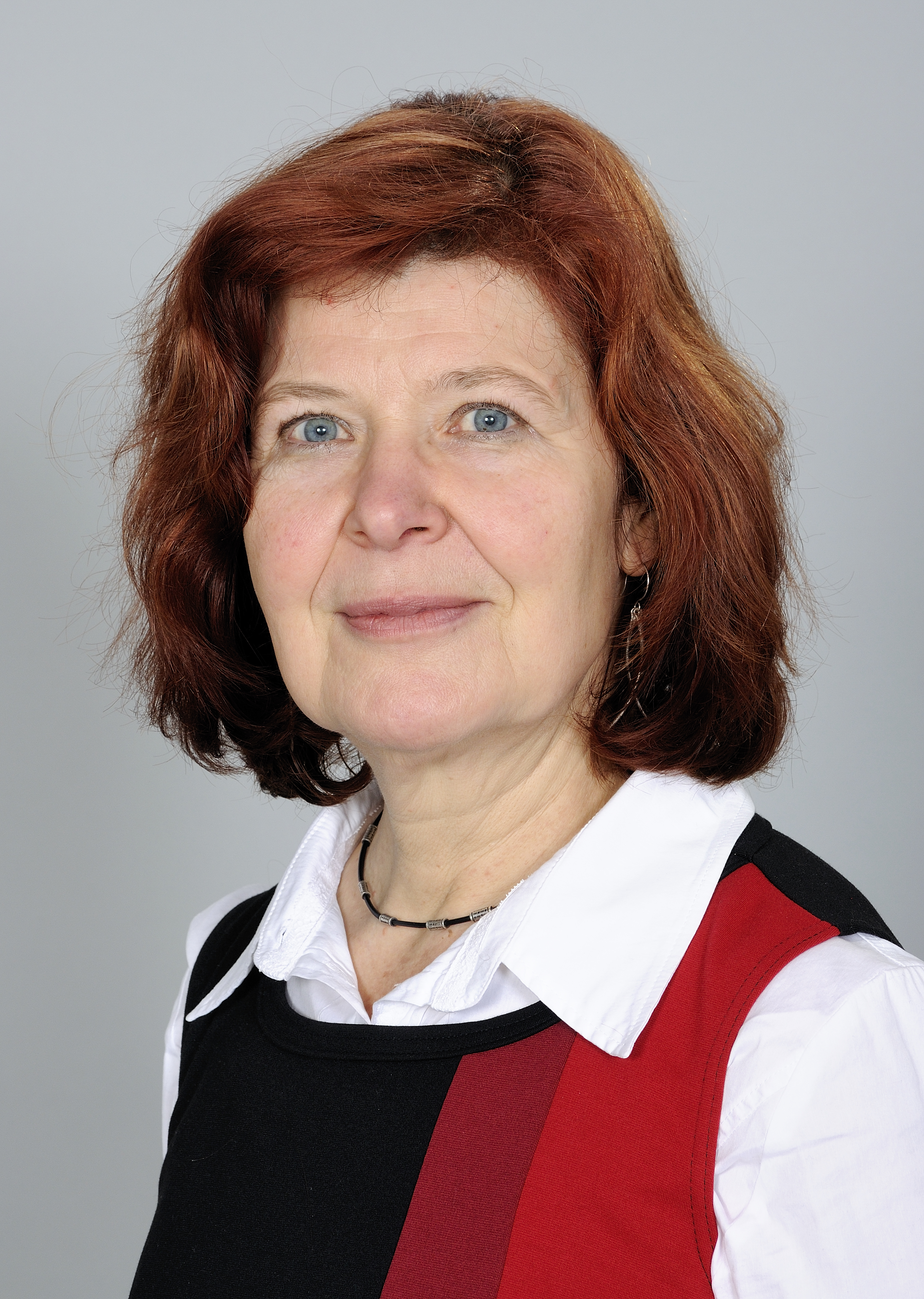
Andrea Roth 2013

Andrea Roth (* 10. Januar 1953 in Dresden) ist eine deutsche Politikerin (Die Linke). Sie war von 1994 bis 2014 Mitglied des sächsischen Landtags.

## Leben
Nach dem Abitur im Jahr 1971 in Erfurt studierte Andrea Roth Deutsch und Russisch an der Pädagogischen Hochschule Erfurt, heute Teil der Universität Erfurt. Im Jahr 1975 schloss sie das Studium als Diplom-Lehrerin ab und arbeitete bis 1992 an verschiedenen Polytechnischen Oberschulen in Zschortau, Klingenthal, Hammerbrücke und Morgenröthe-Rautenkranz. Von 1992 bis 1994 war Roth als Lehrerin an der Mittelschule Tannenbergsthal tätig.
Andrea Roth ist verheiratet, hat drei Söhne sowie drei Enkeltöchter und einen Enkelsohn.

## Politik
Roth war ab 1971 Mitglied der SED, dann der PDS beziehungsweise seit Juni 2007 der Partei Die Linke. Zwischen 1989 und 1993 war Roth Vorsitzende des Kreisverbandes Klingenthal der PDS, von 1990 bis 1992 Mitglied des Bundesvorstandes der PDS. Von 2003 bis 2005 war sie Vorsitzende des PDS-Kreisverbands Vogtland-Plauen. Seit 1994 ist Roth Gemeinderätin in Tannenbergsthal beziehungsweise Muldenhammer, von 1994 bis 2010 war sie zusätzlich Kreisrätin im Vogtlandkreis.
Dem Sächsischen Landtags gehörte Roth seit Oktober 1994 an. Sie zog stets über die Landesliste ihrer Partei in den Landtag ein. In der 4. Legislaturperiode (2004 bis 2009) war sie Mitglied des Landtagspräsidiums. Sie war in der dritten und vierten Legislaturperiode Mitglied in den Ausschüssen für Schule und Sport, für Umwelt und Landwirtschaft sowie Mitglied im 2. Untersuchungsausschuss der 4. Wahlperiode. In der 5. Legislaturperiode war Roth Mitglied der Ausschüsse für Umwelt und Landwirtschaft sowie im Bewertungsausschuss und bis Januar 2013 stellvertretende Vorsitzende des 1. Untersuchungsausschusses. Innerhalb ihrer Fraktion war Andrea Roth in der 3. und 4. Wahlperiode eine der stellvertretenden Vorsitzenden und stellvertretende parlamentarische Geschäftsführerin. Sie war Sprecherin für direkte Demokratie und Beauftragte für Bürgeranliegen.
Am 30. Mai 2015 wurde ihr von Landtagspräsident Matthias Rößler „für ihre Verdienste um die politische Mitbestimmung und direkte Demokratie“ die Sächsische Verfassungsmedaille verliehen.

## Weblink
| Personendaten    | Personendaten                         |
| ---------------- | ------------------------------------- |
| NAME             | Roth, Andrea                          |
| KURZBESCHREIBUNG | deutsche Politikerin (Die Linke), MdL |
| GEBURTSDATUM     | 10. Januar 1953                       |
| GEBURTSORT       | Dresden                               |